# Nové Heřminovy
Nové Heřminovy là một làng thuộc huyện Bruntál, vùng Moravskoslezský, Cộng hòa Séc.